# 笹木彰人
笹木 彰人（ささき あきひと、3月7日 - ）は、日本の映画監督、舞台演出家、脚本家、俳優、演技レッスン講師。「劇団絶対王様」「t-artist」所属。 KING PICTURES代表。兵庫県明石市出身。

## 経歴

### 劇団
1993年「芝居企画絶対王様」を旗揚げ（後に「劇団 絶対王様」に改名）。劇団では主宰・作家・演出家・俳優として参加。劇団の世界観は『駄目人間が自業自得な人生を認める事が出来ずにもがき苦しむ様子』を描き続けた。ベタもシュールも喜劇も悲劇も何でもありのエンタテインメントで”意地悪デパート劇団”として活動。作家の笹木は生きづらい人間を劇中に数多く描き、登場するキャラクター本人はハッピーエンドと思い込んでいるが物語はバッドエンドに見える作品を数多く手がけ「絶望職人」とメディアで称される。1990年代後半、新宿THEATER TOPSや新宿紀伊國屋ホールとの提携公演を経て、シアターグリーンBIG TREE THEATERでは杮落とし公演を担う。この公演では『夢の中へ（園子温監督）』とコラボし演劇と映画の同時上映で劇場こけら落としに華を添えた。劇団員は有川マコト・菜葉菜・しいたけを・贈人・入山宏一・小橋川健治。公演には多彩な外部キャストが集結し、歴代の出演者には吉田羊・山中崇・土田大・結城貴史・宮地大介・岸健太朗・菅原永二・占部房子・オレノグラフィティ（劇団鹿殺し）・杉浦理史・佐野大樹（*pnish*）・山本満太（劇団ショーマ）・夏生ゆうな・中泉英雄など。
2006年の新宿紀伊國屋サザンシアター公演を最後に劇団活動休止。以降は自身が主催するワークショップ公演や外部委託公演にて作家・演出家として活動中。

### 映画・CM監督・演出
2006年、渋谷の映画館“シネマアンジェリカ”と“MOVING PICTURES JAPAN”が共同で、短編映画プロジェクトを始動、国内外の若手監督たちを集めた企画を立ち上げ、河瀬直美・佐藤信介らの次世代を担うクリエーターと共に笹木彰人も集結。そこで製作した初監督の短編映画『隣人観察日記』が山形国際ムービーフェスティバル2006で審査員特別賞を獲得、翌年に映画祭のスカラシップにより製作した長編映画『キャットボイス』を完成させ東京・山形で劇場公開上映を果たす。以降は自身で映像企画『KING PICTURES』を立ち上げ短編映画を数多く手がけ国内の映画祭に多数入選、2015年に松本映画祭プロジェクト商店街映画祭ではグランプリを受賞。
2017年、文化庁メディア芸術祭マンガ部門新人賞の漫画『マスタード・チョコレート』の映画化の監督に抜擢される。同映画は山田菜々（元NMB48）が主演、武蔵野美術大学がロケ全面協力で製作。共演に太田基裕・染谷俊之・鈴木つく詩・神永圭佑・灯敦生・林明寛・村井良大等若手俳優が集結し、劇中音楽はMOSHIMOが担当した。
同2017年に台湾観光局の発注で、360°カメラを使ったVR映像の台湾観光CMを監督、同作はツーリズムEXPOジャパン2017内で発表された。ツーリズムEXPOジャパンのイベントでは、東京〜台湾の2元生中継の台湾サイドのディレクターも担当した。
2020年、2.5次元舞台で活躍する俳優や人気声優をキャストに迎え全編グリーンバックで撮影した、オンラインシアター『ウルフハンターが行く！』を演出。

### 文化事業と演劇教育
文化事業や演技教育にも積極的に参加している。横浜市と横浜こどものひろばの依託での演劇鑑賞会公演（横浜アートLIVE2002）や、木更津高専での学校演劇鑑賞会公演を行う。また演劇のワークショップ講師を2003年から定期的に行い、芸能プロダクションや声優学校でのレッスン講師も数多く手がけ続けており、若手の演技教育に積極的に参加している。自身の監督作映画において積極的に受講生をキャスティングすることで、若者を現場に導いている。

### 脚本家
1999年、プレイステーション用ゲームソフト『ラーメン橋 （ゲームソフト）』（TOMY）のシナリオを手がける。このゲームはラーメンを作りながらオヤジ（声：銀河万丈）を育て昭和の時代を駆け巡るカルトゲーム。2002年にはBS日テレにて、ドナルド・マクドナルドが世界の偉人を紹介する連続テレビドラマ『Happy!Happy!』のシナリオを執筆。2007年に大島葉子監督作の『笑ひ教』のシナリオを執筆、同作は山形国際ムービーフェスティバルにて山形市長賞を受賞している。2010年に『新・監禁逃亡３　～美姉妹・服従の掟～　劇場版』のシナリオを執筆。2013年に震災復興を描いた映画『リトルウィング3月の子供たち（倉田健次監督）』に脚本協力で参加。2020年、2.5次元舞台で活躍する俳優や人気声優をキャストに迎え全編グリーンバックで撮影した、オンラインシアター『ウルフハンターが行く！』脚本。2024年、漫画『儲けない勇気（幻冬舎）』シナリオ。

### 俳優（映像作品出演の一部は”ひもの屋カレイ”名義で出演）
1990年、武蔵野公会堂で上演された劇団［ＳＥＩ］の『ウォー！！』で舞台俳優デビュー。翌年の1991年にスタジオあくとれで上演された劇団KOTTEの『ニヒキ（作・演出　増田陽一）』で主演を演じる。1993年、劇団『絶対王様』を旗揚げし、以降全公演に俳優としても出演。劇団で俳優のキャッチコピーは”ひょうひょうとした小悪魔”。2000年に NHKドラマ『袖振り合うも』でテレビドラマ初出演。以降、朝の連続テレビ小説『純情きらり』（2006）で主人公・宮崎あおいが通うダンスホールのマスター役に抜擢される。2007年に主要キャストで出演した映画『 LOST & FOUND（三宅伸介監督）』はオースティン国際映画祭でグランプリを受賞。

## 監督・脚本作品

### 監督・脚本作映画
- 『隣人観察日記』：山形国際ムービーフェスティバル／審査員特別賞 （2006）
- 『キャットボイス』：SKIPシティ国際Dシネマ映画祭マーケットライブラリー／入選（2007）
- 『こうして世界は回っている』：那須国際短編映画祭那須アワード／入選 他多数 （2012）
- 『狂犬エンドルフィン』：おもいがわ映画祭／入選（2013）
- 『放課後たち』：劇場公開オムニバス映画（2013）
- 『パンダ』：池袋映画祭／準グランプリ　他 （2014）
- 『ピグマリオン』： 松本映画祭プロジェクト商店街映画祭／入選　他多数（2014）
- 『空を知らないカイコガは飛べる事を知らず地を這い回るのか』：松本映画祭プロジェクト商店街映画祭／グランプリ 、他多数（2015）
- 『東京中野女子秘密倶楽部』：新人監督映画祭／中野賞（2015）
- 『ハミーとジミー』：栃木・蔵の街かど映画祭／入選（2015）
- 『マスタード・チョコレート』：劇場公開長編映画（2017）
- 『子供座長』：おもいがわ映画祭／審査員特別賞 、あわら湯けむり映画祭／審査委員賞 　他多数（2017）
- 『ウルフハンターが行く！』オンラインシアター（2020）演出・脚本協力
- 『ウルフハンターが行く！2』オンラインシアター（2022）演出・脚本協力
- 『狂犬エンドルフィン』：てのひら映画祭／グランプリ（2023）

### 監督作CM
- 台湾観光局『ツーリズムEXPOジャパン』VR360°映像台湾CM（2017）
- 神奈川県『ME-BYOスタイル』（2019）

## 主な受賞・入選歴

### 演劇（演出・脚本）
- パルテノン多摩演劇祭（1998）／準グランプリ・最多感客動員賞
- シアターグリーン演劇フェスティバル（1999）／シアターグリーン大賞
- ガーディアンガーデン演劇フェスティバル（2000）／入選
- グローブ座春のフェスティバル（2000）／入選
- シアターアプルAPPLEJAM（2006）／入選

### 映画（演出・脚本）
- 山形国際ムービーフェスティバル／審査員特別賞（2006）
- SKIPシティ国際Dシネマ映画祭マーケットライブラリー／入選（2007）
- 山形国際ムービーフェスティバル／山形市長賞（脚本）（2007）
- 中之島映画祭／入選（2012）
- 那須国際短編映画祭那須アワード／入選（2012）
- 富山短編映画祭／入選（2012）
- 江東シネマフェスティバルみんなのロードショー／入選（2012
- いわきぼうけん映画祭／入選（2012）
- おもいがわ映画祭／入選（2012）
- 松本映画祭プロジェクト商店街映画祭／グランプリ（2015）
- 池袋映画祭／準グランプリ（2015）
- 八王子Short Film映画祭／日本閣特別賞（2015）
- 新人監督映画祭／中野賞（2015）
- 栃木・蔵の街かど映画祭／入選（2015）
- 福岡インディペンデント映画祭／優秀賞（2016）
- 中之島映画祭／入選（2016）
- 札幌国際短編映画祭オフシアター／入選（2016）
- 日本芸術センター映像グランプリ／入選（2016）
- 横濱インディペンデント・フィルム・フェスティバル／入選（2016）
- 松本映画祭プロジェクト商店街映画祭／入選（2016）
- 江東区古石場文化センター主催みんなのロードショー／入選（2016）
- おもいがわ映画祭／審査員特別賞（2017）
- あわら湯けむり映画祭／審査委員賞（2017）
- 関前諸島岡村島映画祭／まるせきカフェ賞（2017）
- したまちコメディ映画祭／入選（2017）
- 夜空と交差する森の映画／入選（2017）
- てのひら映画祭／グランプリ（2023）

## 俳優出演作品（一部「ひもの屋カレイ」名義で出演）
映画
- 夢の中へ（園子温監督2005）劇団員 役
- タナカヒロシのすべて（田中誠監督2005）シロアリ駆除社員 役
- 隣人観察日記（笹木彰人監督2006）隣人 役（山形国際ムービーフェスティバル 審査員特別賞受賞作品）
- 極道忍法帳（高橋亨監督2006）組員 役
- 悪霊箱〜悪夢の棲む森（松田義正監督2006）殺人鬼 役
- 代々木ブルース（廣田正興監督2006）ニュースキャスター 役
- パッチギ! LOVE&PEACE（井筒和幸監督2007）たこ焼き屋主人 役
- キャットボイス（笹木彰人監督2007）占い師ミキ 役（SKIPシティ国際Dシネマ映画祭 マーケットライブラリー入選作品）
- LOST & FOUND（三宅伸介監督2007）車掌の真似男 役（オースティン映画祭 グランプリ受賞作品）
- 笑ひ教（葉子監督2007）肉屋主人 役（山形国際ムービーフェスティバル　山形市長賞受賞作品）
- 才能よ、雪に埋もれるな（時森ししん監督2007）主演
- 片腕マシンガール（井口昇監督2008）チンピラ 役
- 地球でたったふたり（内田英治監督2008）刑事 役
- TOPLESS（内田英治監督2008）図書館職員 役
- アイ・アムI am.（石侍露堂監督2008）森秀樹 役
- サイクロプスの涙（神酒大亮監督2010）患者 役
- 洗濯機は僕らを回す（古新舜監督2014）主演（長岡インディーズムービーコンペティション　グランプリ受賞作品）

テレビ
- ひらけ!ポンキッキ（フジテレビ1991）箱男 役
- 袖振り合うも（NHK2000）劇団員 役
- Deep Love（テレビ東京2004）八百屋主人 役
- 純情きらり（NHK2006）ダンスホール主任 役
- 7人の女弁護士（テレビ朝日2006）遠藤恭一 役
- セーラー服と機関銃（TBSテレビ2006）ストリップ小屋客 役
- 放送禁止5〜しじんの村（フジテレビ2006）シュウ 役
- ハリ系（2007日本テレビ）八百屋主人 役
- トミカヒーローレスキューフォース（テレビ東京2008）おでん屋主人 役
- シャッター（GyaO2008）洋食屋マスター 役

Vシネマ
- めごま（元木隆史監督2008）五作 役
- 神威〜カムイ〜ギャング・オブ・ライフ（浅生マサヒロ監督2010）でくの坊 役

CM
- NHKスポットCM『バッテリー』メイン八百屋主人 役
- MEGATOY『ドキドキニャーゴ』メイン父親 役
- パチンコ『DAIEI』メインサラリーマン 役
- 『アートネイチャー』メイン男性 役

舞台
- ウォー！！（武蔵野公会堂）劇団［ＳＥＩ］（1990）
- 山師い人々（SKスタジオ）劇団KOTTE（1990）
- 星になった少年　　梶ヶ谷七人囃子（1990）
- ひものはなし（スタジオあくとれ）劇団［ＳＥＩ］（1991）
- ちんちんかもかも（シアターグリーン）劇団KOTTE（1991）
- ニヒキ（スタジオあくとれ）劇団KOTTE　　主演（1991）
- 七変化（明石スタジオ）劇団KOTTE　　主演（1991）
- 七変化　北の外れに出稼ぎの父、そして狂暴な春ちゃんにケットントン（明石スタジオ）劇団KOTTE　主演（1992）
- 熱海殺人事件（東中野アートグラウンドエウロス）大山金太郎役（1992）
- 絶対王様全作品（1993）〜（2006）
- 蒲田行進曲（ウッディーシアター中目黒）東京灼熱エンジン　ヤス役（1998）
- 小磯家の人々（新宿・タイニイ・アリス）フラクタル'（2000）
- クロマニオンショック（新宿・タイニイ・アリス）アフロ13　日替わりゲスト（2001）
- SLAPHAPPY（新宿シアター・モリエール）青島レコード（2002）
- 鉄カフェ（銀座小劇場）（2003）
- reset-Ｎプロデュース「re-vo.　絶対王様×『キリエ』」第12回ガーディアン・ガーデン演劇フェスティバル特別公演（2003）

## 脚本
- プレイステーション用ゲーム『ラーメン橋』（1999）
- ケータイゲーム『プチラブ』（1999）
- BS日テレドラマ『Happy!Happy!』（2002）
- 映画『笑ひ教（葉子監督）』（2007）：山形国際ムービーフェスティバル　山形市長賞
- 映画『新・監禁逃亡３　～美姉妹・服従の掟～　劇場版（カワノゴウシ監督）』（2010）
- 映画『リトルウィング3月の子供たち（倉田健次監督）』（2013）脚本協力
- ブラウザRPG『神航の地平線（DMMゲームズ）』（2016）
- 劇団絶対王様公演作品（1993〜2006）
- オンラインシアター『ウルフハンターが行く！』（2020）脚本協力
- オンラインシアター『ウルフハンターが行く！2』（2022）脚本協力
- 漫画『儲けない勇気（幻冬舎）』（2024）シナリオ

## 脚本・演出 舞台公演 （1993〜2006はすべて『劇団絶対王様』作品）
- 「絶対王様」高円寺明石スタジオ（1993）
- 「たまむしいろ」池袋シアターグリーン（1994）
- 「LIVEの絶対王様のチケット」下北沢OFFOFFシアター（1995）
- 「猫目教」こまばアゴラ劇場（1995）
- 「ゴージャスな雰囲気」明大前キッド・アイラック・アート・ホール（1996）
- 「オーディション」新宿シアターモリエール（1996）　※出演のみ
- 「はえお」下北沢駅前劇場（1997）
- 「グランドエレガンス」下北沢駅前劇場（1997）
- 「ロマンスイエロー」こまばアゴラ劇場（1997）　※出演のみ
- 「たまむしいろ（再演）」東演パラータ（1997）
- 「絶対王様〜多摩ヴァージョン」パルテノン多摩小ホール（1998） （パルテノン多摩演劇フェスティバル準グランプリ・最多観客動員賞）
- 「絶対王様〜グリーンヴァージョン」池袋シアターグリーン（1998）（シアターグリーンフェスティバル・シアターグリーン大賞（グランプリ）
- 「黒い脳みそ」下北沢駅前劇場（1999）
- 「猫目教」ザ・スズナリ（1999）
- 「ゴージャスな雰囲気」フジタヴァンテホール（1999）（ガーディアンガーデン演劇フェスティバル入選）
- 「猫のヒゲのしくみ」下北沢駅前劇場（2000）
- 「ワニの涙の症候群」東京グローブ座（2000）（ グローブ座春のフェスティバル入選）
- 「はえお2000」新宿THEATER/TOPS（2000）（THEATER/TOPS提携公演）
- 「ももんがの臭い」新宿THEATER/TOPS（2000）
- 「地底人と恋」新宿THEATER/TOPS（2001） （THEATER/TOPS提携・TBSラジオ後援）
- 「謎の高橋」紀伊國屋ホール（2001）（紀伊國屋ホール提携公演）
- 「女海賊悦子」新宿THEATER/TOPS（2002）
- 「絶対王様〜横浜アートLIVE2002ヴァージョン〜」神奈川県立青少年センター（2002）（横浜アートLIVE2002演劇祭招待・演劇鑑賞会公演）
- 「リア絶対王様〜あんたの子供に生まれた人間の身になれよ〜」新宿THEATER/TOPS（2002）
- 「リア絶対王様〜おもちゃのうた〜」カメリアホール（2002）
- 「リア絶対王様〜おもちゃのうた〜」（2002）（木更津高専・演劇鑑賞会公演）
- 「無色喜劇」下北沢駅前劇場（2003）
- 「絶対鳥フライ」下北沢駅前劇場（2003）
- 「恐怖動物汁」紀伊國屋ホール（2003）（小学館 ビッグコミックスピリッツ後援）
- 「サンダードール」駒場アゴラ劇場（2004）（駒場アゴラ劇場主催公演）
- 「やわらかい脚立」紀伊國屋サザンシアター（2005）
- 「猫のヒゲのしくみ」シアターグリーンBIG TREE THEATER（2005）（劇場杮落とし公演、映画「夢の中へ（園子温監督）」コラボ企画）
- 「宇宙の新撰組（ミュージカル風）」新宿シアターアプル（2006）（アップルJAM入選）
- 「カンフーガール」紀伊國屋サザンシアター（2006）
- 劇団古今和可集『ピテカントロプス・エレクトス』萬スタジオ（2010）
- 劇団まっとーば～「人形が夢を見る 素晴らしきこの世界」高円寺明石スタジオ（2014）
- ハグファクトリー「楽屋〜希望と栄光と猫の国〜」絵空箱（2016）
- さくちゃん先生Presents「あの美しい空と僕の猫」池袋東口ゲキパ・SOUL IZAKAYA MJ（2024）

作・演出ワークショップ公演
- 『凄い家族』（2004）
- 『吉田さん家に宇宙人』中板橋新生館スタジオ（2005）
- 『5分後の人』中板橋新生館スタジオ（2005）
- 『奇妙なゲーム』シアターシャイン（2006）
- 『キャットボイス』三軒茶屋SPARK-1（2006）
- 『サンダードール』中板橋新生館スタジオ（2007）
- 『地底人と恋』北池袋新生館シアター（2008）
- 『5分後の人2011』新生館スタジオ（2011）
- 『ピテカントロプス・エレクトス』ART THEATER かもめ座（2012）

リンク
- 絶対王様